# Андрей (Василашку)
Архиепископ Андрей (в миру Сергей Петрович Василашку; род. 5 марта 1979, Харьков, Украинская ССР, СССР) — архиерей Украинской православной церкви, епископ, Петропавловский, викарий Днепропетровской епархии.

## Биография
Родился 5 марта 1979 года в городе Харькове в семье священника.
В 1996 году окончил Одесскую духовную семинарию, а в 2005 году — Киевскую духовную академию.
15 августа 2009 года принят в число братии Киево-Печерской Лавры на послушание пономаря.
23 февраля 2010 года пострижен в рясофор с именем Сергий в честь преподобного Сергия Послушливого.
28 февраля того же года в Трапезном храме Киево-Печерской лавры рукоположен в сан иеродиакона.
8 декабря 2010 года в Ближних пещерах пострижен в мантию в честь святого апостола Андрея Первозванного
13 декабря того же года в Трапезном храме преподобных Антония и Феодосия Печерских архиепископом Вышгородским Павлом (Лебедем) рукоположен в сан иеромонаха.
26 августа 2011 года решением Священного Синода Украинской Православной Церкви был включён в состав Синодальной комиссии по делам монастырей и назначен её секретарём.
Нёс послушание начальника швейного отдела, а с 1 октября 2013 года — ризничного Свято-Успенской Киево-Печерской Лавры.
22 декабря 2013 года возведён в сан архимандрита.

### Архиерейство
17 декабря 2018 года решением Синода Украинской Православной Церкви (журнал № 75) избран епископом Петропавловским, викарием Днепропетровской епархии.
18 декабря того же года в академическом храме Киевских духовных школ наречён во епископа.
23 декабря 2018 года за Литургией в Трапезном храме преподобных Антония и Феодосия Киево-Печерской Лавры хиротонисан во епископа. Хиротонию совершили: митрополит Киевский и всея Украины Онуфрий (Берещовский), митрополит Вышгородский и Чернобыльский Павел (Лебедь), митрополит Днепропетровский и Павлоградский Ириней (Середний), митрополит Харьковский и Богодуховский Онуфрий (Легкий), архиепископ Бучанский Пантелеимон (Бащук), архиепископ Новомосковский Евлогий (Пацан), архиепископ Боярский Феодосий (Снигирёв), архиепископ Нежинский и Прилукский Климент (Вечеря), архиепископ Фастовский Дамиан (Давыдов), епископ Гостомельский Тихон (Софийчук), епископ Барышевский Виктор (Коцаба), епископ Белогородский Сильвестр (Стойчев), епископ Переяслав-Хмельницкий Дионисий (Пилипчук).